# 1463
1463 (MCDLXIII) a fost un an comun al calendarului iulian, care a început într-o zi de sâmbătă.

## Evenimente
- 29 martie: Regele Ungariei Matei Corvin aprobă hotărârile Dietei de la Tolna.

### Nedatate
- iunie: Oastea otomană condusă de sultanul Mahomed al II-lea cucerește Bosnia.

## Nașteri
- 17 ianuarie: Friedrich al III-lea, Elector de Saxonia (d. 1525)
- 24 februarie: Giovanni Pico della Mirandola, filosof și umanist italian din perioada Renașterii (d. 1494)

## Decese
- 29 noiembrie: Maria de Anjou, 59 ani, soția regelui Carol al VII-lea al Franței (n. 1414)